# Sasun Karapetyan
Sasun Karapetyan (ur. 4 lipca 1989 w Wedi) – polski bokser pochodzenia ormiańskiego.

## Kariera amatorska
W 2003 roku Sasun rozpoczął wraz z bratem Hakobem Karapetyan pierwsze treningi boksu w klubie Bałtyk Koszalin, gdzie głównym trenerem był Edward Gumowski. Od roku 2006 trenował w kołobrzeskim klubie Fala Boksu, założonym przez trenera Stanisława Kozickiego oraz Michała Pióro. W ciągu czterech lat stoczył około 15 walk amatorskich. W 2010 roku zapisał się do klubu KSW Róża Karlino, pod okiem trenera Tomasza Różalskiego. Wygrał w 2012 roku dwa turnieje Grand Prix Pucharu Polski w Karlinie oraz Wałczu.